# Gene Autry
Gene Autry, vlastním jménem Orvon Eugene Autry (29. září 1907, Tioga, Texas, USA – 2. října 1998) byl americký zpěvák, bavič a podnikatel, vystupující často v roli zpívajícího kovboje, člen Grand Ole Opry. K jeho známým písním patří Back in the Saddle Again a vánoční jako Here Comes Santa Claus (kterou sám napsal), Frosty the Snowman a především Rudolph the Red-Nosed Reindeer.
Má celkem pět hvězd na hollywoodském chodníku slávy.